# ウィスコンシン (BB-9)
ウィスコンシン（USS Wisconsin, BB-9）は、アメリカ海軍の戦艦。イリノイ級戦艦の3番艦。艦名はウィスコンシン州にちなむ。

## 艦歴
ウィスコンシンは1897年2月9日にカリフォルニア州サンフランシスコのユニオン・アイアン・ワークス社で起工し、1898年11月26日にエリザベス・スティーブンソン（ウィスコンシン州選出上院議員アイザック・スティーブンソンの娘）によって命名、進水、1901年2月4日に初代艦長ジョージ・C・ロイター大佐の指揮下就役した。